# Vincent Ducrot
Vincent Ducrot, né le 7 septembre 1962 à Châtel-Saint-Denis dans le district de la Veveyse, est un ingénieur électricien suisse, directeur général des Transports publics fribourgeois de 2011 à 2020 puis président de la direction (CEO) des Chemins de fer fédéraux suisses (CFF).

## Biographie
Vincent Ducrot naît le 7 septembre 1962 à Châtel-Saint-Denis dans le canton de Fribourg[réf. nécessaire]. Aîné de trois enfants, il est le fils d'un vétérinaire et de la conseillère nationale démocrate-chrétienne Rose-Marie Ducrot.
Il se remarie en 2022 après avoir perdu sa première épouse en 2017, avec laquelle il a eu six enfants.

### Formation
Après une maturité (latin-langues) au Collège du Sud[réf. nécessaire] de Bulle, il obtient un diplôme d’ingénieur en électricité (spécialisation en informatique) à l’École polytechnique fédérale de Lausanne en 1987. Il complète cette formation par un diplôme postgrade en organisation industrielle du Center for industrial management de l’École polytechnique fédérale de Zurich, ainsi que par un certificat en management de  portfolio et le programme de formation continue de l’International Institute for Management Development à Lausanne[réf. nécessaire].

### Carrière
Vincent Ducrot a commencé sa vie professionnelle en 1986, comme informaticien dans diverses positions en Suisse et à l’étranger (Europe et États-Unis)[réf. nécessaire].

#### Au sein des Chemins de fer fédéraux suisses
En 1993, il commence sa carrière dans le secteur du transport ferroviaire au poste de Responsable de la division produits logiciels des CFF[réf. nécessaire].
De 1997 à 2002, nommé Délégué Expo.02 des CFF, il élabore l’organisation des transports publics pour l’Exposition nationale suisse de 2002.
De 1999 à 2010, en tant que directeur du domaine Grandes lignes du trafic, il est chargé du développement et de la mise en œuvre de la stratégie de transport pour les lignes longue distance,, dont la première étape de Rail 2000 et la nouvelle Ligne du Lötschberg.
Sur le plan international, il participe à la création de Lyria qui assure les liaisons par trains à grande vitesse (TGV) entre la France et la Suisse,. Il a également élaboré le concept de transport des CFF pour le Championnat d'Europe de football 2008.
De 2009 à 2010, Vincent Ducrot a occupé simultanément le poste de directeur intérimaire de la division Voyageurs des CFF[réf. nécessaire].

#### À la tête des Transports publics fribourgeois (TPF)
Début juillet 2011, Vincent Ducrot est nommé directeur général des Transports publics fribourgeois (TPF),,. Il va transformer les TPF en holding en 2015. Sous sa direction, le nombre de passagers est passé de 25,7 millions en 2011 à 32,5 millions en 2018, et le nombre de collaborateurs a augmenté de 700 à près de 1 200 personnes[réf. nécessaire].
À la tête des TPF, il va réaliser plusieurs projets de modernisation des infrastructures, dont des gares de nouvelle génération, notamment à Bossonnens, Belfaux, Pensier, Münchenwiler-Courgevaux, Montbovon et Châtel-St-Denis. De 2014 à 2019 seront également créés cinq quartiers immobiliers autour de gares conçues comme nouveaux espaces de vie, donc celles de Bulle et Châtel-St-Denis.
Au printemps 2019, le directeur voit se terminer un autre chantier qu'il a initié à Givisiez : le nouveau Centre de maintenance et administratif TPF. Baptisé Givisiez Ensemble, ce complexe de 70 000 m2, inauguré le 21 septembre 2019, réunit en un seul lieu les activités de maintenance, le centre d'exploitation et l'administration de l'entreprise.
Son bilan inclut également des innovations technologiques pour les usagers des TPF, dont la participation au lancement de FAIRTIQ (proposée par 21 sociétés de transport suisses) et l'introduction du billet SMS (application pour l'achat de tickets de bus par SMS). En 2017, les TPF ont aussi ouvert la première ligne-test de navettes autonomes Navya à Marly, où les véhicules électriques pourraient circuler sans personnel de conduite après la phase de tests.

#### À la direction générale des CFF
Le 10 décembre 2019, le Conseil d’administration des Chemins de fer fédéraux avait annoncé, la nomination de Vincent Ducrot au poste de CEO, avec prise de fonctions au 1er avril 2020,. Il a ainsi remplacé Andreas Meyer qui était à la tête de la plus grande entreprise de transports publics du pays depuis 2007 et avait annoncé sa volonté de se retirer en 2020 avec effet au 30 mars 2020. L'ingénieur fribourgeois, spécialiste du transport ferroviaire en Suisse, est ainsi devenu le premier Suisse romand depuis près de 50 ans à diriger les CFF,. Le nouveau directeur des CFF doit d'emblée faire face à un premier défi imprévu : l'organisation et la gestion du trafic ferroviaire fortement réduit depuis le 19 mars 2020, à cause de la pandémie de coronavirus et la planification de la reprise de la cadence normale du trafic ferroviaire le moment venu.

### Prises de position
À la tête des Transports publics fribourgeois (TPF), Vincent Ducrot s’est investi dans le développement des navettes électriques autonomes en mettant en service (en 2017) la première ligne test de navettes électriques autonomes Navya à Marly. Il se dit convaincu que les véhicules autonomes sur la route et aussi sur les rails joueront un rôle important dans les transports publics du futur.

## Publications
- Information Engineering in der Praxis: Konzepte und Strategien zur Software-Eigenentwicklung, Walter Brenner (éditeur), Christoph Binkert (éditeur), Michael Lehmann-Kahler (éditeur), Campus Verlag, Vincent Ducrot co-auteur[35].